# 長恨歌絵巻
長恨歌絵巻(ちょうごんかえまき)は、中国唐代の玄宗皇帝と楊貴妃のことを詠った白楽天の漢詩「長恨歌」をもとに描かれた日本の絵巻物。17世紀前半に狩野山雪によって描かれたものをはじめ、いくつか絵巻として存在する。

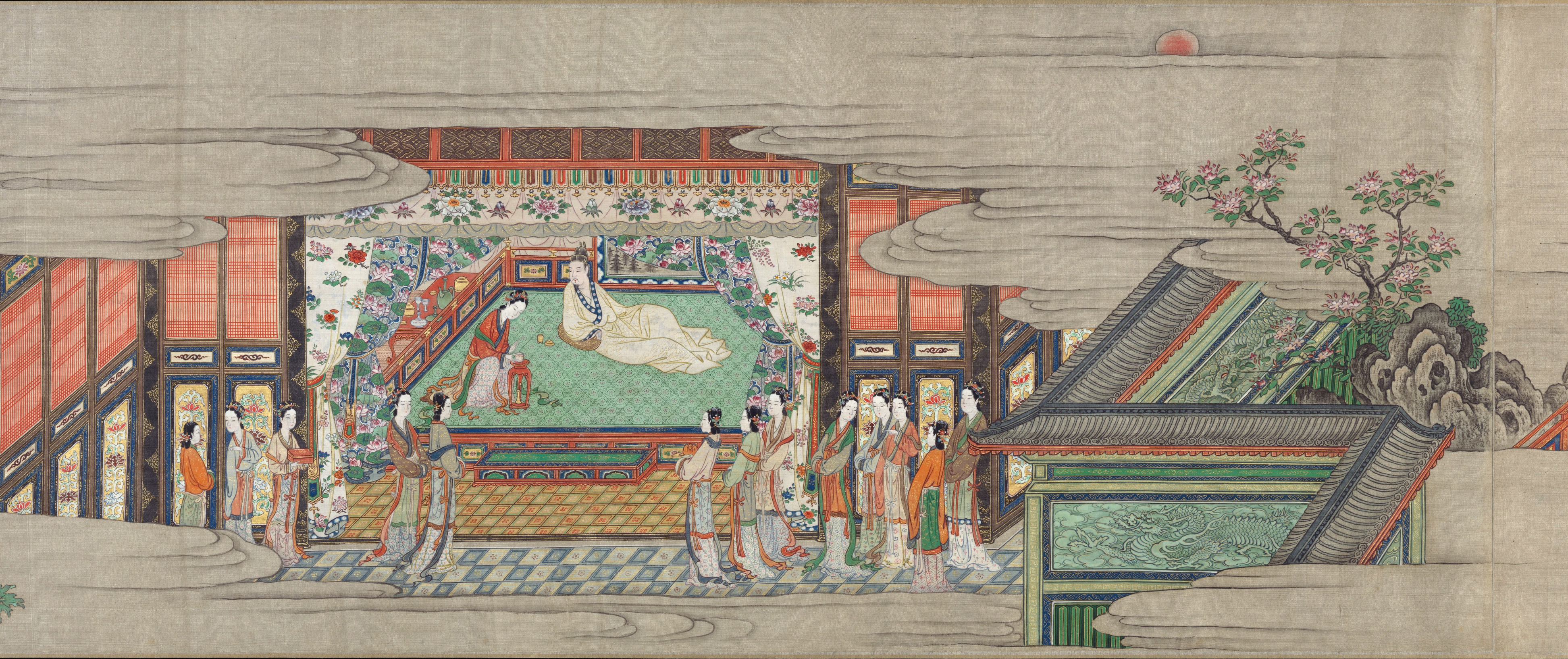
狩野山雪筆「長恨歌絵巻」。17世紀前半。チェスター・ビーティー・ライブラリー蔵。

## チェスター・ビーティー・ライブラリー本
アイルランドのチェスター・ビーティー・ライブラリーが所蔵する狩野山雪の筆によるもの。上下巻あり、それぞれ10mの長さを持つ。江戸時代初期の作。
山雪の長恨歌絵巻は長い間行方不明と言われていたが、アイルランド系アメリカ人実業家、チェスター・ビーティー卿が1970年に亡くなり、その遺品である美術コレクションの中から見つかった（チェスター・ビーティー・ライブラリーは、アイルランド政府に寄付された卿の東洋美術コレクションをもとに、ダブリンの卿の邸宅を利用して設立されたもの）。
発見された絵巻は痛みが激しかったため、1995年に平山美術研究財団の支援により東京国立博物館の半田九清堂の工房で修復作業が行なわれ、2000年にチェスター・ビーティー・ライブラリーで公開された。2013年春に京都国立博物館でも公開された。

## 大阪大谷大学図書館本
万治・寛文頃（1658～72）に刊行された『やうきひ物語』3冊（挿絵全15図）を粉本として奈良絵巻に仕立てたもの。上・中・下巻とあり、それぞれ14m強の長さを持つ。寛文延宝頃の作 。